# 聖尼古拉東正教堂
聖尼古拉東正教堂是位於立陶宛維爾紐斯的一座教堂，也是維爾紐斯歷史最悠久的東正教教堂之一。教堂在1740年曾被大火摧毀，之後重建為巴洛克風格建築。二戰結束之後，教堂曾一度關閉。1947年，教堂重新開放。